# Saint-Macaire
Saint-Macaire is een gemeente in het Franse departement Gironde (regio Nouvelle-Aquitaine). De plaats maakt deel uit van het arrondissement Langon. Saint-Macaire telde op 1 januari 2022 2.000 inwoners.

## Geografie
De oppervlakte van Saint-Macaire bedroeg op 1 januari 2022 1,79 vierkante kilometer; de bevolkingsdichtheid was toen 1.117,3 inwoners per km².

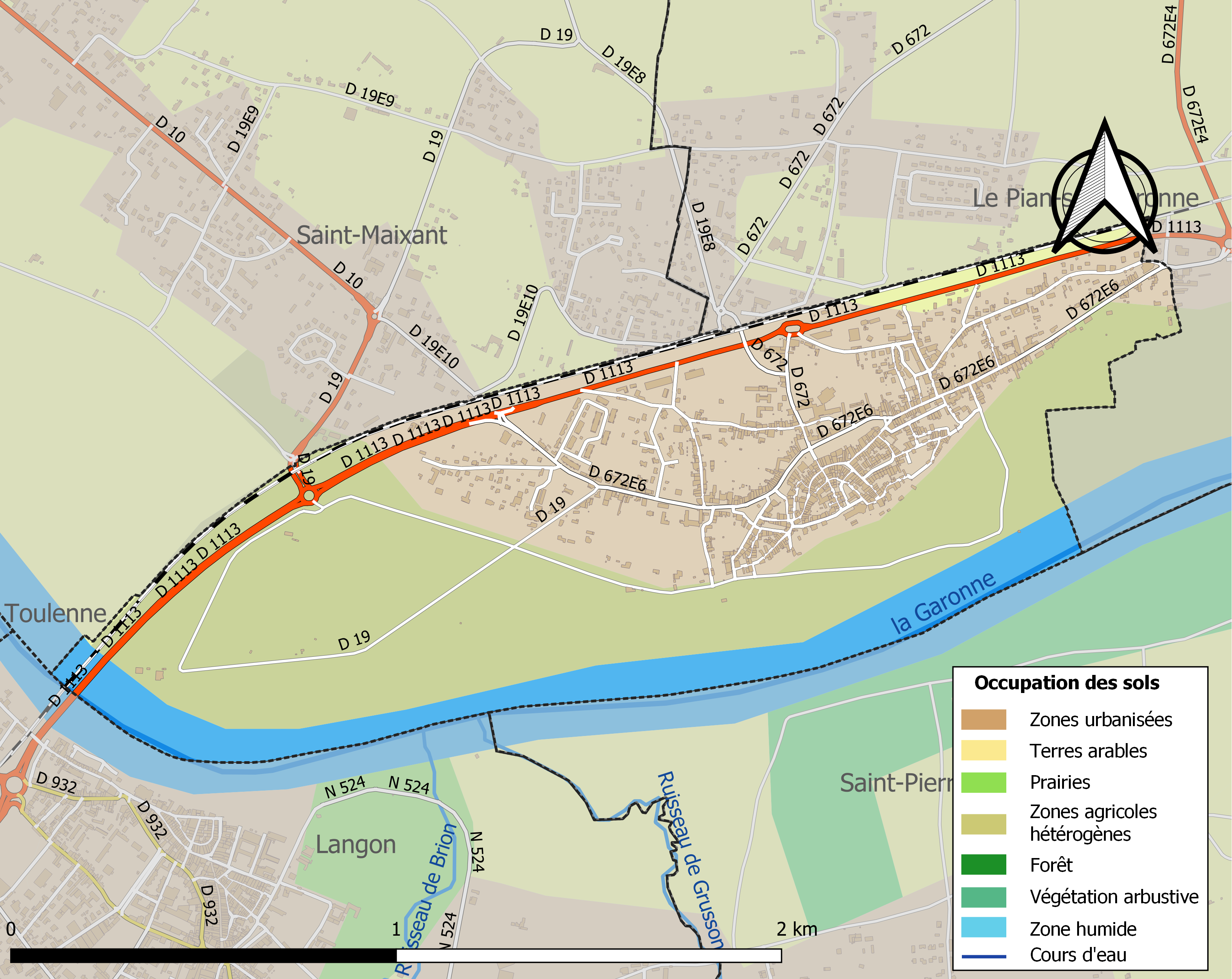
Kaart van de gemeente met belangrijkste infrastructuur, bodemgebruik en omliggende gemeenten

## Verkeer en vervoer
In de gemeente ligt de spoorweghalte Saint-Macaire.

## Demografie
Onderstaande figuur toont het verloop van het inwonertal (bron: INSEE-tellingen).

## Afbeeldingen

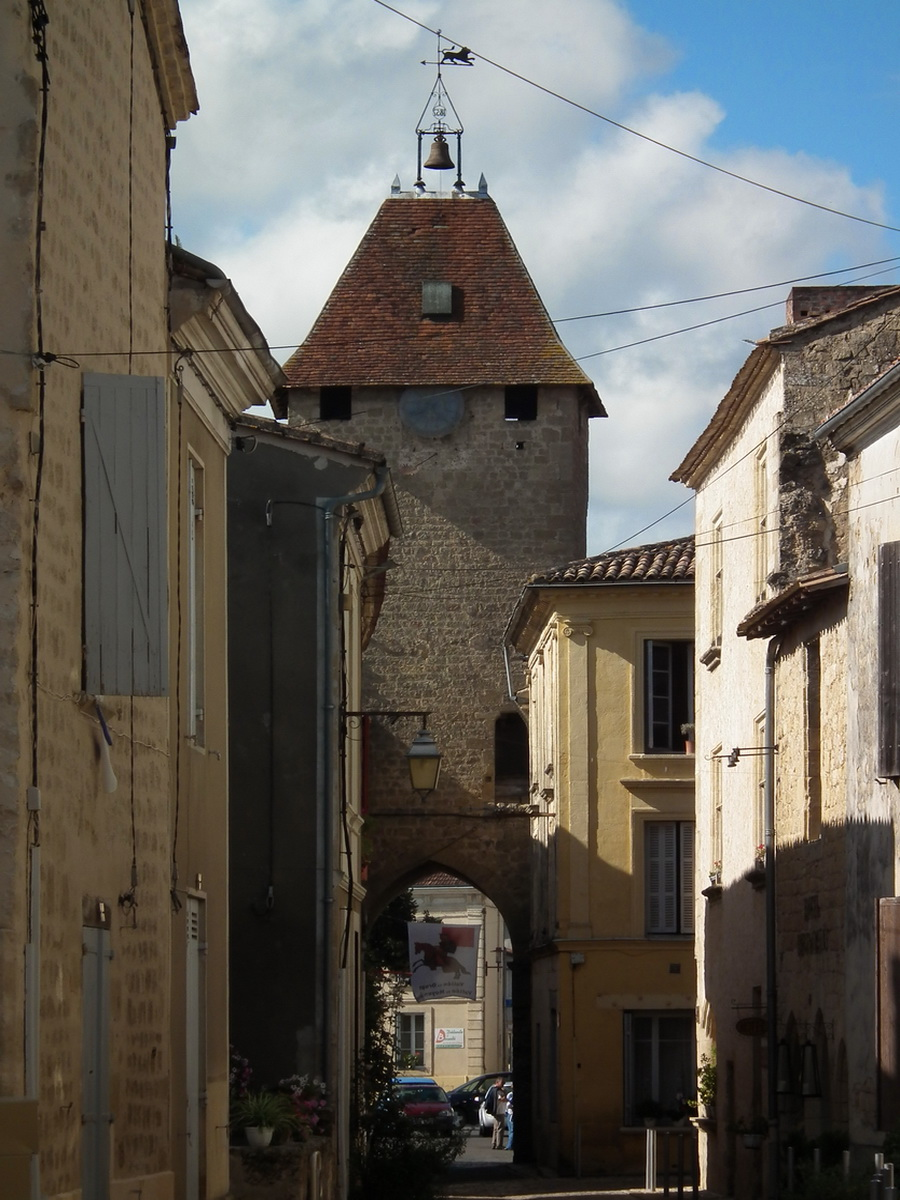
Porte de Benauge
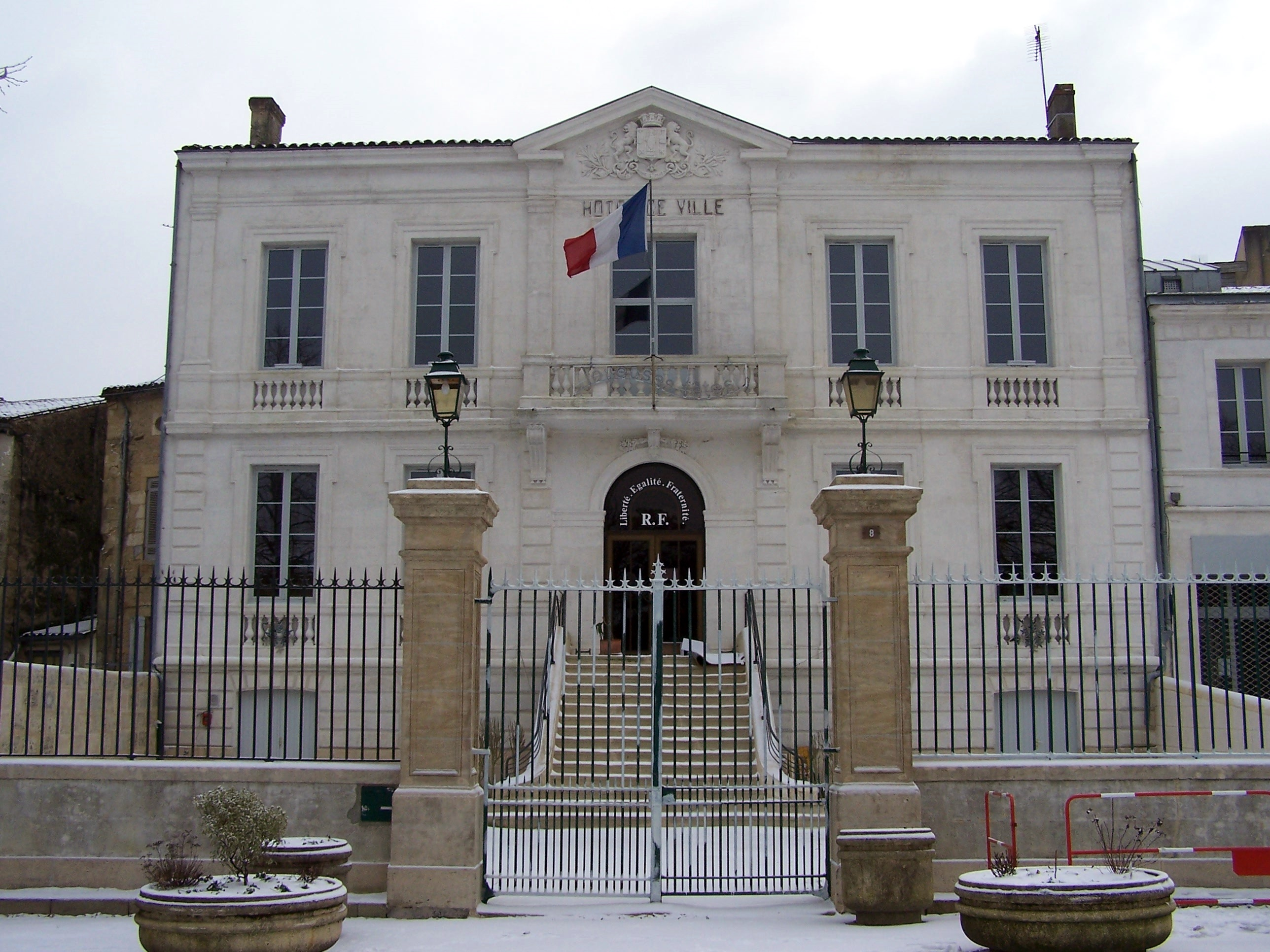
Gemeentehuis
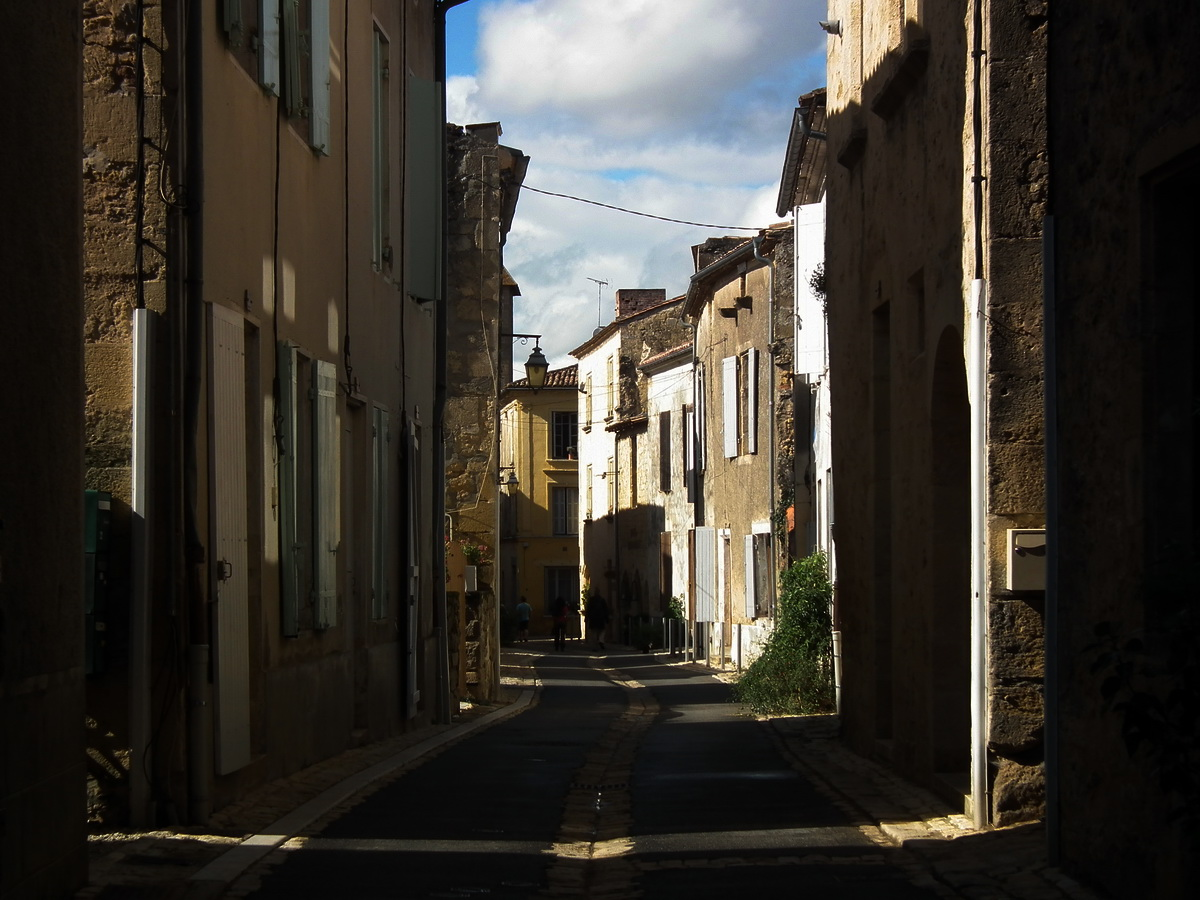
Straatje
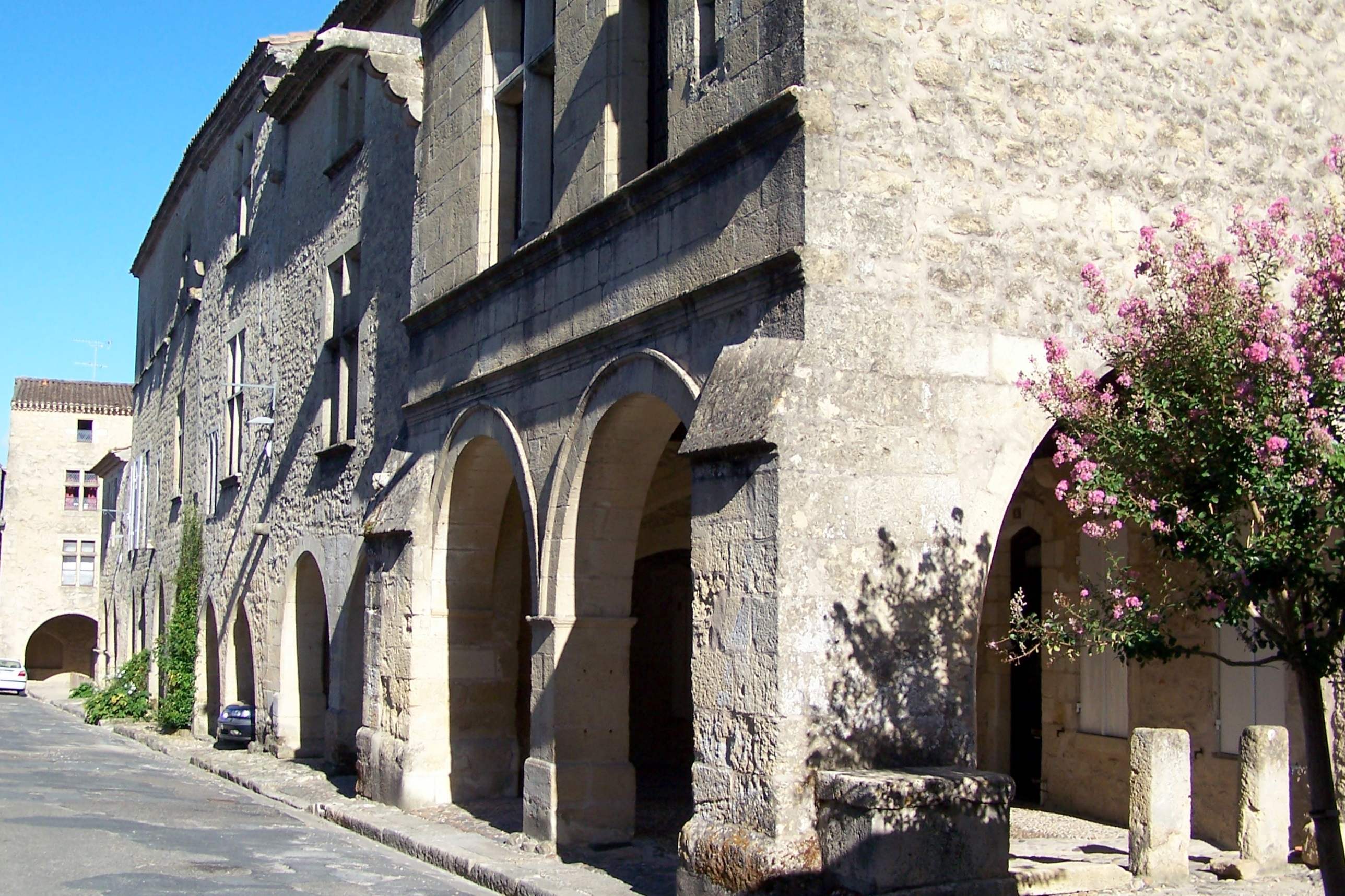
Place du Mercadiou